# Station Łagiewniki Dzierżoniowskie Stare
Station Łagiewniki Dzierżoniowskie Stare is een spoorwegstation in de Poolse plaats Łagiewniki.